# Mitsubishi A6M
Il Mitsubishi A6M, noto anche come Zero, era un caccia imbarcato a lungo raggio prodotto dalla Mitsubishi Heavy Industries ed utilizzato dalla Marina Imperiale Giapponese dal 1940 fino al 1945. 
Considerato al momento della sua introduzione come il migliore caccia imbarcato al mondo, continuò ad essere prodotto fino alla fine del secondo conflitto mondiale, nonostante fosse ormai stato superato in manovrabilità, velocità, armamento e protezione dai più recenti aerei alleati. Negli ultimi anni di guerra venne frequentemente utilizzato in operazioni kamikaze.

## Descrizione
L'A6M venne chiamato "Zero" – in giapponese 'rei' (零) – dai giapponesi dall'ultima cifra dell'anno 2600 del loro calendario tradizionale (corrispondente al 1940) nel quale fu accettato. Gli Alleati adottarono di conseguenza la relativa traduzione quale nome dell'A6M, una denominazione a volte associata per errore anche ad altri aerei da caccia quali il Nakajima Ki-43. Oltre che Zero, il modello venne chiamato dagli statunitensi con altri soprannomi, quali "Zeke", "Hamp" e "Hap".
Quando iniziarono le ostilità con lo scoppio della seconda guerra mondiale, lo Zero veniva ritenuto il miglior caccia imbarcato su portaerei del mondo, perché associava un'eccellente manovrabilità ad un'autonomia molto estesa. Nei primi combattimenti aerei, lo Zero si guadagnò una leggendaria reputazione come "cacciatore", ma nel 1942 le nuove tattiche di combattimento consentirono ai piloti Alleati d'ingaggiare duelli in termini più equilibrati. La Marina Giapponese utilizzò frequentemente il velivolo anche impiegandolo da terra.
Nel 1943, le debolezze insite nel progetto originale e la crescente indisponibilità di motori aeronautici più potenti, portarono gli Zero a diventare meno efficaci contro i caccia statunitensi di generazione successiva, dotati di maggiore potenza di fuoco, corazzatura, velocità e che cominciarono ad avvicinarsi ai livelli di manovrabilità dell'aereo giapponese. Sebbene l'A6M fosse superato nel 1944, rimase in produzione. Negli ultimi anni del conflitto, dei 10 937 esemplari prodotti, molti furono trasformati in kamikaze. In Giappone furono prodotte molte versioni dello Zero originale, distinguendosi dal resto delle altre nazioni in ambito bellico.

## Storia del progetto
Il Mitsubishi A5M aveva appena iniziato ad entrare in servizio al principio del 1937 quando la Marina Imperiale Giapponese iniziò a cercare un suo futuro rimpiazzo. In Maggio emisero la specifica 12-Shi per un nuovo caccia imbarcato su portaerei inviandola alla Nakajima Hikōki ed alla Mitsubishi. Entrambe iniziarono un lavoro di progetto preliminare in attesa di requisiti più definitivi che sarebbero arrivati nei mesi successivi.
Basandosi sull'esperienza in Cina dell'A5M la Marina emise una specifica aggiornata in ottobre. La nuova specifica richiedeva: una velocità di 500 km/h a 4 000 m, una velocità di salita a 3 000 m in 9,5 minuti; un'autonomia massima di 8 ore a regime economico e con serbatoi supplementari, di 2 ore a potenza di combattimento; una maneggevolezza non inferiore a quella del caccia che doveva rimpiazzare (il Mitsubishi A5M che stava all'epoca cominciando a entrare in servizio); un armamento di due cannoni da 20 mm e da due mitragliatrici da 7.7 mm, più 60 kg di bombe. Doveva avere, inoltre, un apparato radio completo su ogni aereo, insieme con un radiogoniometro per la navigazione a lungo raggio, mentre l'apertura alare doveva essere minore di 12 m per poter essere adatta alle portaerei.
La squadra della Nakajima, ritenendo i nuovi parametri irrealizzabili, abbandonò il programma, in gennaio. Il capo ingegnere progettista della Mitsubishi, Jirō Horikoshi, invece, non si lasciò impressionare e ritenne che i requisiti potessero essere soddisfatti, ma solo rendendo l'aereo il più leggero possibile. Ogni metodo disponibile per risparmiare peso venne utilizzato ed i progettisti fecero un uso estensivo della nuova lega di duralluminio. Con il suo progetto di monoplano con ali basse a sbalzo, carrello di atterraggio retrattile e cabina di pilotaggio chiusa, il progetto non solo era molto più moderno di qualunque velivolo usato dalla marina nel passato, era uno dei più moderni al mondo.
A poco meno di un anno dalla specifica originale, il 1º aprile 1939, Horikoshi fece portare in volo il primo prototipo: ai comandi di Katsuzo Shima, lo A6M1 non solo rispettò i parametri imposti (tranne la velocità massima) ma ne superò anche diversi. Incoraggiato dal successo, Horikoshi installò un motore ancora più potente sul terzo prototipo (A6M2). Lo Zero, al termine dei test, fu messo immediatamente in produzione.
A causa della scarsità di motori d'aviazione potenti ed alcuni problemi con i modelli che avrebbero dovuto rimpiazzarlo, lo Zero rimase in produzione fino alla fine, con un totale complessivo di quasi 11.000 unità prodotte dei vari modelli.

## Impiego operativo
I primi A6M2 divennero operativi nel luglio 1940 e, pochi mesi dopo, ebbero il battesimo del fuoco in Cina. Gli Zero ottennero le prime vittorie aeree il 12 settembre 1940, quando tredici Mitsubishi guidati dal Tenente Saburo Shindo attaccarono ventisette Polikarpov I-15 e I-16 dell'aeronautica della Cina Nazionalista. A fronte di nessun aereo perso, gli Zero distrussero l'intero contingente di caccia cinesi. Prima che, dopo un anno, fossero rischierati, gli Zero avevano distrutto novantanove aerei cinesi. Solo due caccia Mitsubishi erano andati perduti e per fuoco da terra. All'entrata in guerra del Giappone, gli Zero costituivano la forza di punta della componente aerea imbarcata. Grazie a una combinazione di eccellente maneggevolezza e potenza di fuoco, il caccia della Mitsubishi si sbarazzò con facilità dell'eterogenea collezione di aerei Alleati inviatigli frettolosamente contro, mentre il suo enorme raggio operativo (di oltre 2.600 km) gli permetteva di apparire su fronti così distanti da dare ai comandanti Alleati l'errata convinzione che i giapponesi disponessero di un numero di Zero assai superiore a quello reale. In realtà, all'epoca dell'attacco di Pearl Harbor c'erano solo 420 Zero attivi nel Pacifico. Il modello 21 imbarcato su portaerei era il tipo incontrato più spesso dagli americani, spesso molto più lontano dalla sua portaerei di quanto atteso. Lo Zero si guadagnò rapidamente una grande reputazione.
Da Pearl Harbor in poi, fino alla battaglia delle Midway del giugno 1942, mantenne incontrastato il dominio del cielo. Fu proprio in questo periodo che entrò in linea la seconda principale versione dello Zero, la A6M3, potenziata nel motore e nell'armamento. Comunque fallì nel raggiungere una completa superiorità a causa di alcuni limiti strutturali e dello sviluppo di tattiche innovative da parte degli Alleati che utilizzavano il vantaggio del volo in formazione e del supporto mutuo sistematico.
A causa della sua grande agilità i piloti Alleati scoprirono che la tattica di combattimento corretta contro lo Zero era di rimanere fuori tiro e combattere sulla picchiata e cabrata. Utilizzando la velocità e resistendo alla tentazione di battere in manovra lo Zero, alla fine i cannoni potevano essere puntati sul bersaglio e solitamente bastava una raffica per abbatterlo. Un'altra manovra importante venne chiamata Thach Weave, dal nome del suo inventore, l'allora Capitano John S. "Jimmy" Thach. Richiedeva due aerei, un leader ed il suo compagno di volo, che dovevano volare a circa 200 piedi (66 metri) di distanza. Quando uno Zero si metteva in coda ad uno dei due caccia i due aerei dovevano dirigersi uno contro l'altro. Se lo Zero seguiva il suo bersaglio originale lungo la virata entrava nell'arco di tiro del compagno d'ala. Questa tattica venne usata con qualche risultato nella Battaglia del Mar dei Coralli e nella Battaglia delle Midway, pur con forti perdite, ed aiutò a compensare l'inferiorità tecnica degli aerei americani fino all'entrata in servizio dei nuovi modelli.
Quando gli USA compresero la minaccia rappresentata dello Zero, vennero introdotti nuovi caccia come il potente Grumman F6F Hellcat, il Vought F4U Corsair ed il Lockheed P-38 Lightning, aerei che superavano le prestazioni dello Zero in tutti in campi, tranne che nella manovrabilità. Divennero allora evidenti i limiti del progetto A6M, che perse la sua competitività, sebbene in mani esperte potesse ancora essere mortale. Ma nell'ultima fase del conflitto gran parte dei piloti giapponesi più esperti, come gli assi Saburō Sakai e Hiroyoshi Nishizawa, erano rimasti feriti gravemente o uccisi.
Lo Zero, inoltre, progettato per l'attacco, aveva dato la precedenza alla manovrabilità ed alla potenza di fuoco a spese della protezione — principalmente non aveva serbatoi di carburante autosigillanti o corazzatura — perciò molti piloti di Zero restavano uccisi e i loro aerei s'incendiavano anche con pochi colpi andati a segno. Altra caratteristica esiziale dello Zero era la mancanza di bulloni esplosivi con cui far saltare il tettuccio della carlinga: i piloti dovevano aprirlo manualmente per potersi lanciare con il paracadute, con tutte le difficoltà del caso.
Inoltre, cloche e pedaliera erano meccaniche e non avevano servocomandi idraulici, per cui nelle picchiate decise, e in generale ad alte velocità, i comandi si indurivano tanto che l'aereo diventava ingovernabile. Tuttavia, nei primi anni di guerra, molti piloti di aerei giapponesi non indossavano mai il paracadute, perché ritenuto limitante i movimenti nell'abitacolo e soprattutto non rispondente a quanto previsto nel codice d'onore dei guerrieri giapponesi, per cui lanciarsi con il paracadute equivaleva all'onta della resa, alla quale era preferibile la morte onorata in combattimento. Questo portò, ben presto, a perdite elevate anche tra i piloti più esperti, sempre più difficilmente rimpiazzabili.
Il risultato dell'ingresso in guerra dei nuovi caccia americani fu che il bilancio della marina USA passò da un rapporto di abbattimenti di 1:1 ad un improvviso 10:1 (questo valore è sicuramente sovrastimato, ma è indubbio il netto miglioramento di risultati dei nuovi caccia nei confronti dello Zero).

## Versioni

### A6M1, Prototipo Tipo 0

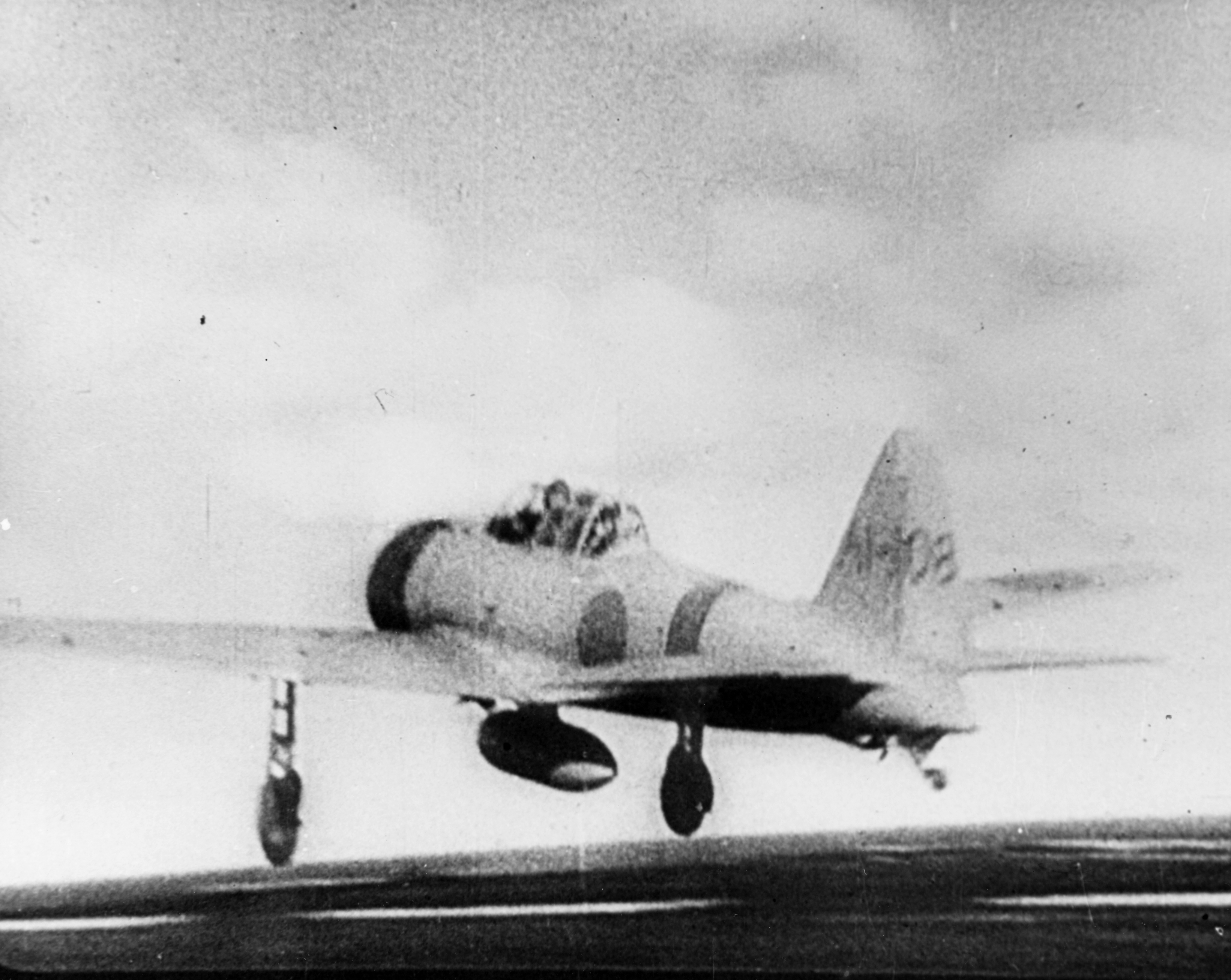
Uno Zero imbarcato decolla dalla Akagi la mattina del 7 dicembre 1941, con obiettivo Pearl Harbor.

Il primo prototipo A6M1 venne completato nel marzo 1939, equipaggiato con due motori Mitsubishi Zuisei 13 da 780 HP (580 kW) ed elica bipala. Volò per la prima volta il 1º aprile e superò i test in un tempo molto breve. Entro settembre era già stato accettato per le prove della marina come A6M1 Tipo 0 Caccia imbarcato, con l'unica modifica del cambiamento dell'elica con una a tre pale per rimediare ad un problema di vibrazioni.

### A6M2, Tipo 0 Modello 11
Mentre la Marina stava testando i primi due prototipi suggerirono di equipaggiare il terzo con il motore Nakajima Sakae 12 da 940 HP (700 kW). La Mitsubishi aveva un suo proprio motore di questa classe (il Kinsei) quindi erano riluttanti ad usare il Sakae. Nonostante ciò quando il primo A6M2 venne completato nel gennaio 1940, la potenza extra del Sakae spinse le prestazioni dell'aereo molto oltre quelle delle specifiche originarie.
La nuova versione era così promettente che la Marina ne fece costruire e spedire 15 in Cina prima della fine dei test. Arrivarono in Manciuria nel luglio 1940 ed affrontarono per la prima volta il combattimento sopra Chungking in agosto. Si dimostrano completamente intoccabili contro i Polikarpov I-16 e i I-153 che erano stati un così grande problema per gli A5M correntemente in servizio. In uno scontro 13 Zero abbatterono 27 I-15 e I-16 in meno di tre minuti senza neanche una perdita. Ricevendo queste notizie la Marina ordinò immediatamente di mettere in produzione l'aereo come Tipo 0 Modello 11, caccia da portaerei.
I rapporti sulle prestazioni dello Zero arrivarono in America lentamente. Furono in gran parte ignorati, dato che si riteneva impossibile che i giapponesi potessero costruire un simile caccia. Altri non ne furono così sicuri e Butch O'Hare sviluppò delle tecniche per contrastarli in combattimento, nel caso si rendesse necessario.

### A6M2, Tipo 0 Modello 21

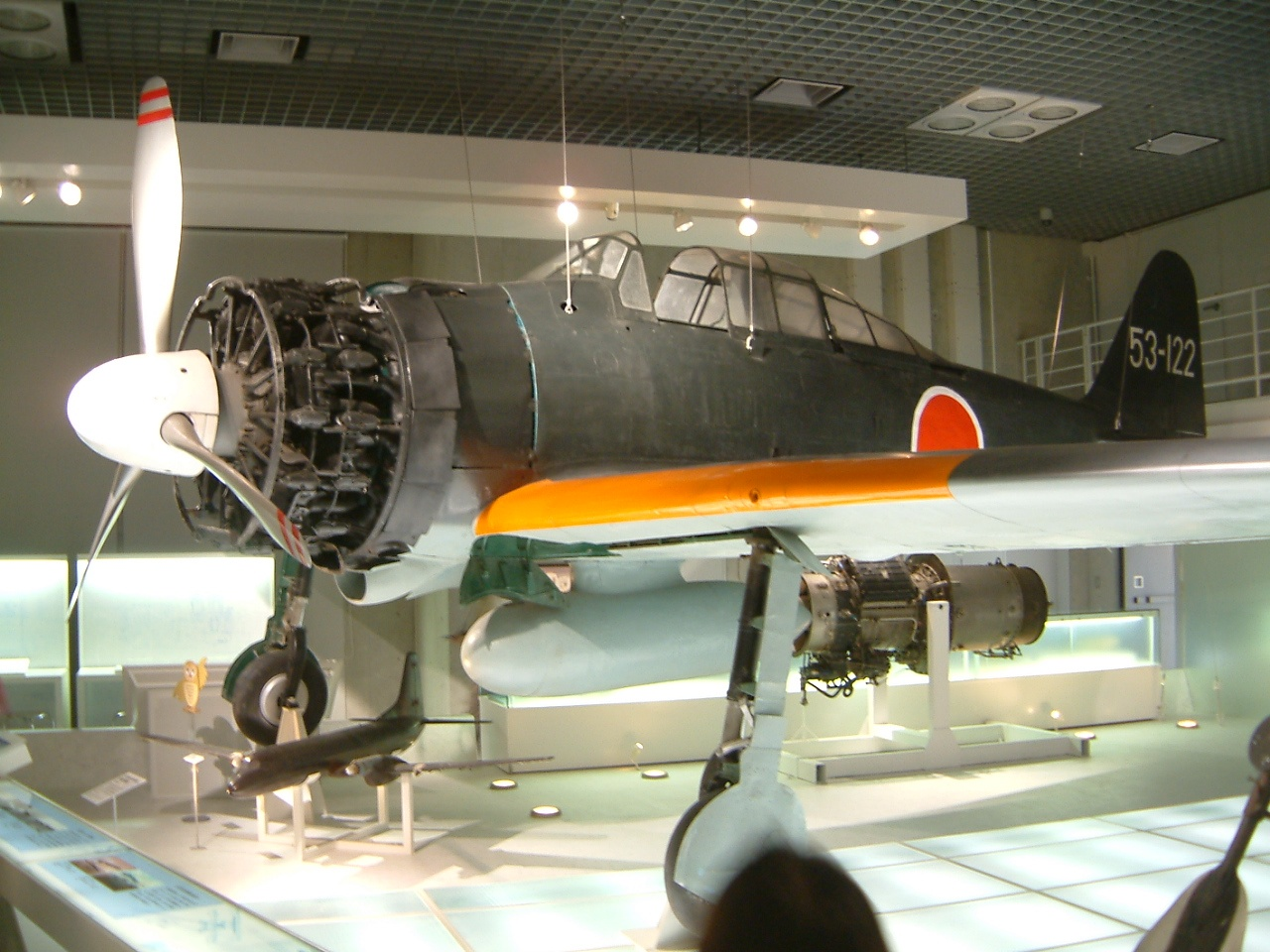
Uno Zero A6M2 Modello 21 esposto al Museo Nazionale delle Scienze di Tokyo, Giappone

Nel novembre 1940 dopo la consegna di soli 65 aerei, venne introdotta un'ulteriore modifica nelle linee di produzione: la punta delle ali ripiegabile in modo da permettere di imbarcarli sulle portaerei. Il risultante Modello 21 divenne una delle versioni più prodotte all'inizio della guerra. Quando le linee produttive passarono a modelli più avanzati, erano stati completati 740 Modelli 21 dalla Mitsubishi e 800 dalla Nakajima. Due altre versioni del Modello 21 venne costruite in numero limitato, la Nakajima costruì l'idroplano A6M2-N "Rufe" (basato sul modello 11 con una coda lievemente modificata), ed il biposto da addestramento A6M2-K dei quali un totale di 508 furono costruiti dalla Hitachi e dall'Arsenale Aereo Navale Sasebo.

### A6M3, Tipo 0 Modello 32
Alla fine del 1941 la Nakajima introdusse il Sakae 21, che usava un turbocompressore per ottenere prestazioni migliori in altitudine ed incrementare la potenza a 1.130 HP (840 kW). Vennero preparati piani per introdurre il nuovo motore negli Zero il più presto possibile.
Il nuovo Sakae era leggermente più pesante e più lungo a causa del turbocompressore più grosso, che spostava il centro di gravità troppo in avanti sulla fusoliera esistente. Per correggere il problema le montature del motore vennero ridotte di 8 pollici (200 mm) spostando il motore più vicino alla cabina. Questo ebbe l'effetto collaterale di ridurre le dimensioni del serbatoio principale di carburante (situato dietro al motore) da 518 litri a 470 litri.
Il solo altro cambiamento maggiore fu nelle ali che vennero semplificate rimuovendo la capacità di ripiegarne la punta. Questo cambiò abbastanza l'aspetto del velivolo, tanto da spingere gli USA a classificarlo con un nuovo nome in codice: Hamp, prima di capire che si trattava semplicemente di un nuovo modello dello Zeke. Le ali includevano anche caricatori di munizioni di dimensioni maggiori, per un totale di 100 proiettili per ognuno dei cannoni da 20 mm.
Il cambiamento nelle ali ebbe un effetto molto maggiore sulle prestazioni di quanto atteso. Grazie alle dimensioni minori aumentò il rollio e la resistenza all'aria inferiore permise di aumentare la velocità di picchiata a 360 nodi (670 km/h). Sul lato negativo la manovrabilità fu ridotta e l'autonomia diminuì a causa della portanza diminuita e dei serbatoi di carburante più piccoli. I piloti si lamentarono di entrambe le limitazioni. L'autonomia ridotta si dimostrò significativa durante la Campagna delle isole Salomone del 1942.
Le consegne dei primi Modello 32 iniziarono nell'aprile 1942, ma fu prodotto solo per un periodo di tempo limitato, e in 343 esemplari.

### A6M3, Tipo 0 Modello 22

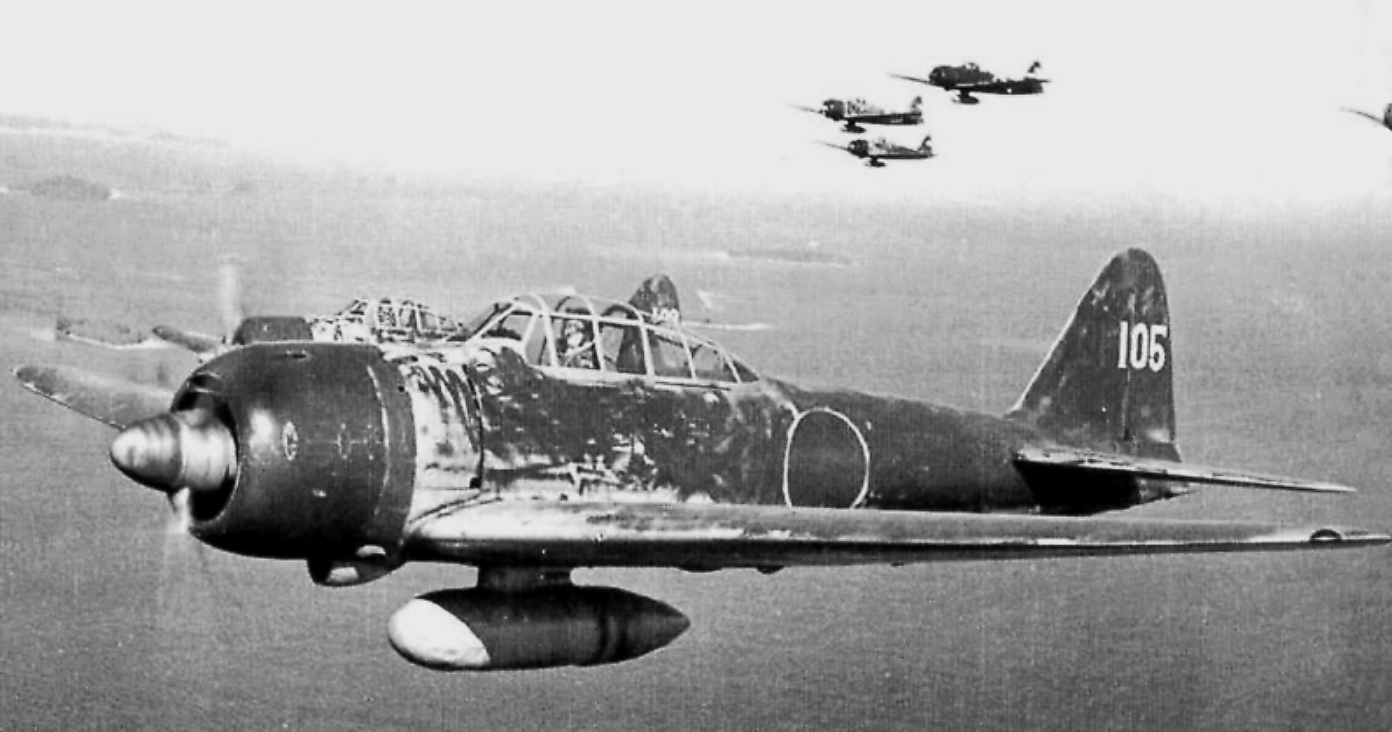
Un A6M3 Modello 22, in volo sopra le isole Salomone nel 1943.

Per correggere le mancanze del Modello 32 venne introdotta una nuova versione del Modello 21 con ali pieghevoli, nuovi serbatoi di carburante nelle ali e punti di aggancio per un serbatoio sganciabile da 330 litri sotto ogni ala. La scorta di carburante venne pertanto incrementata a 570 litri, recuperando in tal modo l'autonomia perduta.
Con il ritorno alla fusoliera originaria, mantenendo il motore, questa versione ricevette la designazione navale di Modello 22, mentre la Mitsubishi lo chiamò A6M3A. Il nuovo modello iniziò la produzione in dicembre e ne vennero prodotti 560. Vennero anche prodotti alcuni esemplari armati con un cannone da 30 mm Tipo 5, con la designazione di A6M3b (Modello 22b).

### A6M4
L'A6M4 è il soggetto di alcuni dibattiti. La maggior parte delle fonti lo citano come un modello sperimentale di Zero con un Turbocompressore per l'uso ad alte quote, ma solo una singola menzione scritta dell'A6M4 è stata trovata e non dice molto.

### A6M5, Tipo 0 Modello 52
L'A6M5 è considerata da alcune fonti la versione più valida in assoluto, sviluppata per contrastare i potenti Hellcat e Corsair americani, superiori soprattutto per potenza e armamento. Si trattava di un aggiornamento dell'A6M3 Modello 22, con ali con punte non pieghevoli e una fusoliera più spessa per permettere velocità di picchiata maggiori, più un sistema di scarico migliorato (quattro tubi su ogni lato) che fornivano un incremento di spinta.
L'A6M5 poteva raggiungere i 540 km/h ed un'altitudine di 8.000 metri in 9 minuti e 57 secondi.
Sottovarianti di quest'ultimo modello includono:
- A6M5a Modello 52a "Kou": con un cannone alimentato a nastro invece che a tamburo, in modo da avere una scorta di munizioni maggiore;
- A6M5b Modello 52b "Otsu": con un parabrezza in vetro corazzato, un serbatoio di carburante con estintori, ed una mitragliatrice da Type 97 calibro 7,7 mm nella cappottatura rimpiazzata in seguito con una mitragliatrice Type 3 da 13,2 mm.
- A6M5c Modello 52c "Hei": con una corazzatura maggiore sul parabrezza (55 mm) e sul sedile del pilota. Questa versione era armata con tre mitragliatrici Type 3 da 13,2 mm (una nella cappottatura ed una in ogni ala), cannoni gemelli da 20 mm ed un serbatoio di carburante aggiuntivo della capacità di 367 litri, spesso rimpiazzato da una bomba da 250 kg.
- A6M5d-S (alcune conversioni per il combattimento notturno, armato con un cannone da Type 99 Mk4 calibro 20 mm, cabina di guida del pilota inclinata all'indietro).
- A6M5-K "Zero-Reisen" Modello 122: versione da addestramento biposto, prodotta in soli 7 esemplari dalla Mitsubishi.

Diversi esemplari sopravvissero alla guerra e sono ora in mostra in diversi luoghi, come in Giappone (ad Aichi, Hamamatsu e Shizuoka), in Cina (a Pechino) o in Inghilterra (Duxford).

### A6M6c
Simile all'A6M5c, ma con serbatoi di carburante autosigillanti ed un motore Nakajima Sakae 31a con un sovralimentatore ad acqua-metanolo.

### A6M7, Tipo 0 Modello 63
Simile all'A6M6 ma destinato per l'attacco o in ruolo di Kamikaze.

### A6M8
Fu la variante finale. Simile all'A6M6 ma motorizzato con un Mitsubishi Kinsei 62 da 1560 HP, una potenza superiore del 60% a quella degli A6M2. Il prototipo comparve nell'aprile 1945, ma l'andamento del conflitto e il caotico stato dell'industria giapponese non consentirono la partenza dell'ambizioso programma di produzione e la costruzione di 6300 macchine. Furono costruiti solo 2 prototipi.

## Utilizzatori
Giappone
- Dai-Nippon Teikoku Kaigun Kōkū Hombu

## Cultura di massa
- In ambito cinematografico, l'A6M compare in numerosi film ambientati durante la seconda guerra mondiale, come La battaglia di Midway, Tora! Tora! Tora!, Countdown dimensione zero (in realtà North American T-6 Texan opportunamente camuffati) e Pearl Harbor (in versione A6M3-22 Zero). L'aereo appare anche nel film d'animazione Si alza il vento di Hayao Miyazaki.